# Star Life
Star Life (anteriormente Fox Life) fue un canal de televisión por suscripción latinoamericano de origen estadounidense, orientado a jóvenes y adultos. Emitía series de policiales, médicas, de drama, de misterio, de comedia y películas de cualquier género. Era propiedad de The Walt Disney Company y era operado por The Walt Disney Company Latin America.
Luego de la adquisición de 21st Century Fox por parte de Disney en 2019, y con tal de diferenciarla de la actual Fox Corporation, Disney anunció que los canales de Fox serían renombrados bajo el nombre Star, cuestión que se concretó el 22 de febrero de 2021.
En la madrugada del 1 de abril de 2022, Star Life finalizó sus emisiones, junto con FXM, Disney XD, Nat Geo Wild y Nat Geo Kids. La última película en ser transmitida fue Shakespeare in Love.

## Historia
Durante los primeros años del lanzamiento, Fox Life poseía una grilla de programación variada que consistía en telenovelas, comedias, dramas, películas y programas de cocina, se podría considerar como la contraparte del canal FX, al estar dirigido a un público femenino.
El 4 de noviembre de 2013, el canal fue relanzado al fusionarlo con el canal Utilísima, orientando la programación al estilo de vida con un 70% de producción original y un 30% adquirida.
El 22 de febrero de 2021, el canal se renombró como Star Life.
A inicios de enero de 2022, Disney anunció el cierre de Star Life en Latinoamérica el 31 de marzo, además del cese de otros canales de televisión que posee en la región como Nat Geo Wild, Disney XD, FXM y Nat Geo Kids. El cambio viene como consecuencia del conglomerado en enfocarse más en sus plataformas Disney+ y Star+. Mientras que en Brasil, el canal fue reemplazado por Cinecanal (ya existente en el resto de Latinoamérica).